# Archidiocèse de Bangalore
L’Archidiocèse de Bangalore est une circonscription ecclésiastique de l’Église catholique en Inde du Sud.  Ayant son origine dans l’ancienne mission de Mysore le diocèse est créé le 13 février 1940 par Pie XII et, 13 ans plus tard, élevé au rang d’archidiocèse le 19 septembre 1953. Il comprend aujourd’hui la ville de Bangalore et les trois districts de Bangalore, Kolar et Tumkur, dans l’état de Karnataka en Inde.

## Histoire
La mission dans le royaume de Mysore est confiée aux pères des Missions étrangères de Paris en 1845, qui devient un vicariat apostolique en 1850 sous la direction de Mgr Charbonnaux. Mysore devient un diocèse en 1886, mais c’est autour de la ville de Bangalore que se développe le travail missionnaire avec création de paroisses, couvents et écoles.  Au cours du XXe siècle la ville de Bangalore elle-même devient beaucoup plus importante que Mysore. À titre d'exemple, elle reçoit en 1904 le 3ème Congrès eucharistique national d'Inde, sous la présidence de l'évêque de Dacca, Mgr Pierre-Joseph Hurth.  
En 1940 le diocèse de Mysore est bifurqué en deux avec la création de celui de Bangalore. Le premier évêque en est le père M.B. Despastures MEP.  Le 19 septembre 1953 Bangalore est déjà élevé au rang d’archidiocèse métropolitain. Lors de la réorganisation des états de l’Union indienne en 1956, Bangalore est faite capitale du Karnataka, confirmant l’importance de la ville qui ne cesse de croitre.
En 1988 le diocèse de Shimoga est érigé, reprenant les districts de la partie septentrionale de Bangalore. L’archidiocèse comprend 128 paroisses. Son église la plus ancienne est la basilique Sainte-Marie, à Shivajinagar (Bangalore) qui date de 1702. La cathédrale Saint François-Xavier date de 1857. 

## Suffragants
Tous les diocèses de l’état de Karnataka sont suffragants de Bangalore : Belgaum (en), Bellary, Chikmagalur, Gulbarga, Karwar, Mangalore, Mysore et Shimoga.

## Institutions nationales
L’archidiocèse est un centre très important de la vie de l’Église catholique romaine en Inde. Plusieurs institutions de caractère national s’y trouvent, comme le Saint-John Catholic Medical College, plusieurs facultés de théologie (Dharmaram Pontifical Atheneum, Carmelaram Theology College, Saint Peter Pontifical Institute, Kristu Jyoti College, etc), l’Institut social national des jésuites, la Redemptorist academy, le Centre liturgique et catéchétique national (NBCLC), le Centre national des religieux frères, et d’autres. 
De très nombreuses congrégations religieuses, masculines et féminines y ont leur noviciat ou maison de formation, ainsi que provincialat.

## Évêques et archevêques

### Évêques de Bangalore
- 1940-1942 : Maurice-Bernard Despatures (des MEP)
- 1942-1953 : Thomas Pothacamury

### Archevêques de Bangalore
- 1953-1968 : Thomas Pothacamury
- 1968-1971 : Duraisamy Simon Lourdusamy, fait secrétaire  de la ‘Propaganda Fide’ en 1971, et Préfet de la Congrégation pour les Églises orientales et créé cardinal en 1985
- 1971-1986 : Packiam Arokiaswamy, transféré au siège de Thanjavur
- 1986-1998 : Alphonsus Mathias (en), démissionnaire
- 1998-2004 : Ignatius Pinto, démissionnaire
- 2004-     : Bernard Moras